# Rule of law

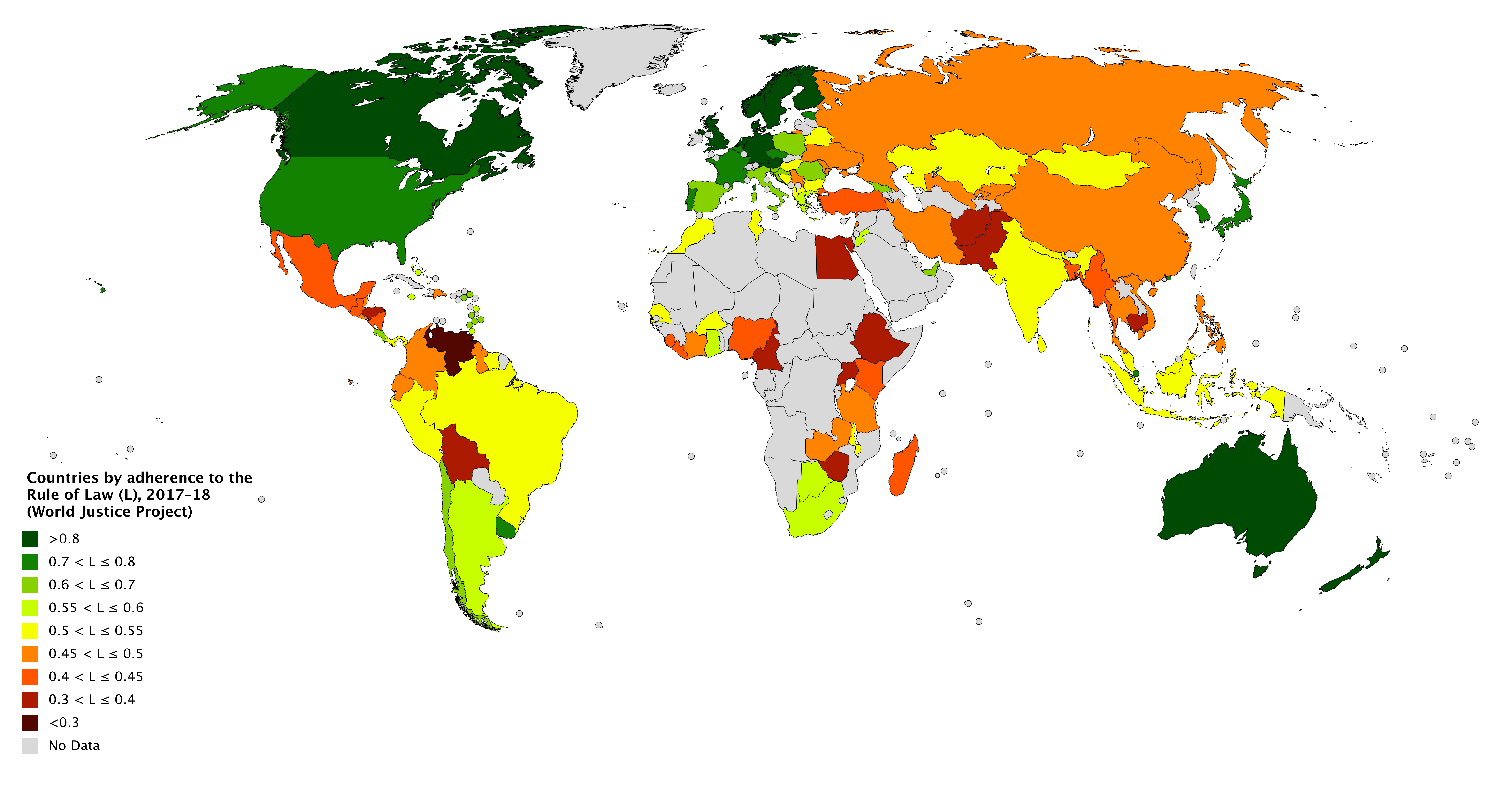
Paesi del mondo per aderenza alla rule of law (2017-2018, dati del World Justice Project).

Rule of law (lett. "imperio del diritto"), nei sistemi giuridici di common law, indica un sistema di regole che disciplinano l'esercizio del potere pubblico in genere, in particolare attraverso la pubblica amministrazione, il principio per il quale detto potere deve soggiacere al diritto e non essere esercitato in modo arbitrario.
La rule of law identifica la fonte primaria dell'ordinamento non già nella legge, come gli ordinamenti di civil law, bensì nella giurisprudenza. In questi sistemi domina infatti il principio del brocardo stare decisis, in virtù del quale i precedenti giudiziari sono vincolanti per i casi futuri limitatamente alla ratio decidendi.